# Agrothereutes ferrieri
Agrothereutes ferrieri är en stekelart som först beskrevs av Faure 1925.  Agrothereutes ferrieri ingår i släktet Agrothereutes och familjen brokparasitsteklar. Inga underarter finns listade i Catalogue of Life.